# Фркановец
Фркановец је насељено место у саставу општине Свети Јурај на Брегу у Међимурској жупанији, Хрватска. До територијалне реорганизације у Хрватској налазио се у саставу старе општине Чаковец.

## Становништво
На попису становништва 2011. године, Фркановец је имао 313 становника.

## Попис1991.
На попису становништва 1991. године, насељено место Фркановец је имало 345 становника, следећег националног састава:
| Попис 1991.‍  | Попис 1991.‍  | Попис 1991.‍ | Попис 1991.‍ | Попис 1991.‍ |
| ------------ | ------------ | ----------- | ----------- | ----------- |
|              |              |             |             |             |
| Хрвати       | Хрвати       |             | 336         | 97,39%      |
| Словенци     | Словенци     |             | 1           | 0,28%       |
| Украјинци    | Украјинци    |             | 1           | 0,28%       |
| неопредељени | неопредељени |             | 1           | 0,28%       |
| непознато    | непознато    |             | 6           | 1,73%       |
| укупно: 345  |              |             |             |             |